# María Antonina Sanjurjo Aranaz
María Antonina Sanjurjo Aranaz (Santiago de Compostela, 6 de julio de 1910-Vigo, 31 de octubre de 1939) fue una deportista española, pionera del deporte gallego, jugadora de hockey sobre hierba, fundadora en 1932 del Atlántida Hockey Club de Vigo y considerada “madre” del hockey sobre hierba en Galicia.

## Biografía

### La familia Sanjurjo
La familia Sanjurjo era muy conocida y reconocida en Vigo. El abuelo de Antonina, Antonio Sanjurjo Badía, fue un empresario establecido en Vigo, inventor del primero submarino gallego, que también participó en la política local. Antonio Sanjurjo tuvo dos hijas (Ramona y Carmen) y tres hijos (Antonio, Manuel y Fernando). Antonio, ingeniero naval se hizo cargo de las empresas Sanjurjo en Vigo y Manuel (el padre de Antonina) se encargó de la empresa de autobuses La Regional, fundada por su padre y radicada en Santiago de Compostela. Manuel Sanjurjo se trasladó a Santiago de Compostela cuando se casó. Unos años después murió su hermano Antonio, vendió La Regional y regresó a Vigo con su familia para hacerse cargo de las empresas de su padre.
Antonina, hija de Manuel Sanjurjo Otero y María Aranaz Elices fue la segunda de trece hermanos (Manuel, María Antonina, Concepción, María del Carmen, Ramona, Teresa, Filomena, Margarita, Fernando, María Milagros, María Jesús, María Pilar y Dolores) y Vigo fue la ciudad donde creció.
Cuando residía en los Estados Unidos, donde viajó para ampliar sus estudios, enfermó de tuberculosis, viéndose obligada a regresar a Vigo, donde murió el 31 de octubre de 1939 a los veintinueve años.

### Formación académica y carrera profesional
María Antonina estudió Peritaje Mercantil en Vigo, obteniendo el título en la Escuela Profesional de Comercio en 1929. En 1930 se tituló cómo profesora mercantil en la escuela de Altos Estudios Mercantiles de la Coruña. Posteriormente marchó a Madrid para continuar sus estudios y en el curso 1931-1932 se instaló en la Residencia de Señoritas. Se matriculó en la Facultad de Derecho de la Universidad Central y en la Escuela de Altos Estudios Mercantiles de Madrid, cursando varias materias de Derecho, gaduándose en la especialidad Actuarial. De vuelta en Vigo, durante el curso 1932-1933 ejerció como profesora ayudante de la Cátedra de Geografía en la Escuela Profesional de Comercio de Vigo.
Gracias a su vinculación con la Residencia de Señoritas, mantuvo una estrecha relación con universidades americanas, y durante el curso 1934-1935 María Antonina recibió una bolsa de estudios para el Smith College de Northampton (Massachusetts, Estados Unidos), pensionada por la Junta para Ampliación de Estudios e Investigaciones Científicas.
En el curso siguiente, 1935-1936, obtuvo una bolsa en la Clark University, donde estudió Geografía y obtuvo el título de "máster". Mientras realizaba su tesis, durante los cursos 1936 y 1938 trabajó de instructora en el New Jersey College for Women. En 1938 se doctoró con la investigación An Approach To The Colonial Evaluation Of The French West Indies And French Guiana, en el departamento de Geografía de la Universidad de Clark.
María Antonina Sanjurjo dejó constancia de su experiencia en los Estados Unidos en un artículo publicado el  11 de marzo de 1935 en el Faro de Vigo titulado Las Universidades norteamericanas. Crónica de una señorita viguesa.

### Compromiso político
Su compromiso con Galicia la llevó a firmar un manifiesto de mujeres universitarias solicitando el voto para el Partido Galleguista. La nota de prensa publicada en el Faro de Vigo el 27 de junio de 1931 con el título Un manifiesto de las mujeres universitarias solicitaba el voto para la candidatura galleguista, porque, entre otros motivos, argumentaba: "(...) es en el Estatuto Gallego que estos tres diputados defenderán en el Parlamento donde por primera vez la mujer es colocada en igual plano que el hombre en orden a privilegios y derechos". En esta nota también se dejaba ver el apoyo al voto femenino. En el año 1933 María Antonina se afilió al Partido Galleguista, actuando como bibliotecaria del grupo de Vigo.

## El Atlántida Hockey Club
En la Residencia de Señoritas, que promocionaba la práctica del deporte entre las mujeres, María Antonina conoció el hóchey sobre hierba y así comenzó a compaginar su formación académica con su pasión por el deporte. En verano de 1932 creó en Vigo el Atlántida Hockey Club, un equipo en el que participaron jugadoras de la ciudad y alrededores y en el que también colaboraron sus hermanas Carmela y Tere. Este equipo fue uno de los mejores de Galicia  y batió dos veces al Campeón de España, el "Club de Campo" de Madrid.
Las jugadoras de los primeros años que aparecieron en la prensa fueron: Margarita Alonso, María Antonina Sanjurjo, Gloria López, María Teresa Casabuena, Rosita Canellas, Lolita Santoro, Gloria Tapias, Tata Morales, Quinocha de Haz, Luz Vizcaíno, Carmela Sanjurjo (capitana), Margarita Tapias, Teresa Jáudenes, Minucha Tapias, Margarita Pardo, Nini Pérez Riveiro, Chicha Aymeric y Tere Sanjurjo.
En 1933 Antonina fue nominada tesorera de la junta directiva de la acabada de crear Federación de Hockey de Galicia y en las siguientes elecciones fue nombrada Presidenta de Honor por su labor de "incansable propagandista del deporte del stick", como recoge la prensa de la época (El Pueblo Gallego, 25 de noviembre de 1933)
Ese mismo año, Sanjurjo pronunció una histórica conferencia, organizadas por los "Amigos del Arte", defendiendo la práctica deportiva por parte de las mujeres, en la que señaló:

"En la participación en los deportes desaparecen muchos prejuicios sociales. No hay cursis ni elegantes, ni aristócratas ni plebeyos, sino simplemente educación y buenos o malos deportistas"

Dos días después de su muerte, El Pueblo Gallego publicó una necrológica donde señalaba "(...) el deporte gallego tenía en María  Antonina una firme paladín. Ella fue la iniciadora del hockey en Galicia, que supo conducir hasta las más altas esferas"

## Reconocimientos
- La novela Amor de tango de María Xosé Queizán (Edicións Xerais de Galicia, 1992) incluye a María Antonina Sanjurjo en un fragmento del texto (p. 100-101).[12]
- En 2010, El Consejo de la Mujer de Vigo propuso veintisiete nombres de mujeres con influencia en diferentes ámbitos de la vida viguesa para incluir en la historia de Vigo. Entre ellas figura María Antonina Sanjurjo Aranaz, como "motor fundamental para que las mujeres de Vigo se adelantaran a todas las de Galicia y también a los hombres en la práctica del hockey sobre hierba[13]"